# Mads Pedersen (voetballer)
Mads Pedersen (Hørsholm, 1 september 1996) is een Deens voetballer, die uitkomt als vleugelverdediger. In 2015 stroomde hij door uit de jeugd van FC Nordsjælland.

## Clubcarrière
Pedersen doorliep de jeugdreeksen van FC Nordsjælland en kwam vanaf het seizoen 2015/16 in het eerste elftal terecht. Op 27 september 2015 maakte Pedersen zijn debuut in de Superligaen in de thuiswedstrijd tegen Aarhus GF toen hij één minuut voor tijd Oliver Thychosen kwam vervangen. Op 6 december 2015 speelde hij zijn eerste volledige wedstrijd tegen Brøndby IF. Het was wachten tot 3 december 2017 vooraleer hij zijn eerste competitiegoal maakte. In de uitwedstrijd tegen FC Kopenhagen wist hij het laatste doelpunt te maken in de met 3–1 gewonnen wedstrijd. In minuut 72 wist hij het derde doelpunt te maken na een assist van Emiliano Marcondes. Op 12 juli 2018 maakte Pedersen zijn Europees debuut in de kwalificatiewedstrijd van de Europa League in Cliftonville FC die met 1–0 werd gewonnen.

## Clubstatistieken
| Seizoen | Club            | Competitie   | Competitie | Competitie | Beker | Beker | Internationaal | Internationaal | Totaal | Totaal |
| Seizoen | Club            | Competitie   | Wed.       | Dlp.       | Wed.  | Dlp.  | Wed.           | Dlp.           | Wed.   | Dlp.   |
| ------- | --------------- | ------------ | ---------- | ---------- | ----- | ----- | -------------- | -------------- | ------ | ------ |
| 2015/16 | FC Nordsjælland | Superligaen  | 16         | 0          | 1     | 0     | —              | —              | 17     | 0      |
| 2016/17 | FC Nordsjælland | Superligaen  | 25         | 0          | 1     | 0     | —              | —              | 26     | 0      |
| 2017/18 | FC Nordsjælland | Superligaen  | 25         | 3          | —     | —     | —              | —              | 25     | 3      |
| 2018/19 | FC Nordsjælland | Superligaen  | 21         | 0          | 1     | 0     | 5              | 0              | 27     | 0      |
| 2019/20 | FC Augsburg     | Bundesliga   | 2          | 0          | 1     | 0     | —              | —              | 3      | 0      |
| 2019/20 | → FC Zürich     | Super League | 2          | 0          | 0     | 0     | —              | —              | 2      | 0      |
| 2020/21 | FC Augsburg     | Bundesliga   | 15         | 0          | 0     | 0     | —              | —              | 15     | 0      |
| Totaal  | Totaal          | Totaal       | 106        | 3          | 4     | 0     | 5              | 0              | 115    | 3      |

Bijgewerkt op 31 januari 2019.

## Interlandcarrière
Pedersen doorliep verschillende nationale jeugdteams.